# Барановский, Павел (футболист)
Па́вел Барано́вский (пол. Paweł Baranowski; род. 11 октября 1990, Сувалки) — польский футболист, защитник клуба «Рух» из Хожува.

## Карьера
Футбольную карьеру начал в 2007 году в составе клуба «Вигры».
Летом 2018 года стал игроком польского клуба «Одра» Ополе.
В июле 2019 года перешёл в польский клуб «Гурник» Ленчна. Поиграл в трёх польских дивизионах, где сыграл в 72 матчах и забил три мяча.
В начале 2022 года подписал контракт с казахстанским клубом «Атырау».

## Достижения
«Белхатув»
- Победитель Первой лиги: 2013/14

## Клубная статистика
| Игровая карьера | Игровая карьера | Игровая карьера | Лига | Лига | Кубок | Кубок | Межд. | Межд. | Др. | Др. |
| --------------- | --------------- | --------------- | ---- | ---- | ----- | ----- | ----- | ----- | --- | --- |
| 2017/18         | Стомиль         | Б               | 32   | 3    | —     | —     | —     | —     | —   | —   |
| 2018/19         | Одра            | Б               | 30   | 0    | 4     | 1     | —     | —     | —   | —   |
| 2019/20         | Гурник          | В               | 33   | 2    | 2     | 0     | —     | —     | —   | —   |
| 2020/21         | Гурник          | Б               | 33   | 1    | 2     | 0     | —     | —     | —   | —   |
| 2021/22         | Гурник          | А               | 6    | 0    | 1     | 0     | —     | —     | —   | —   |
| 2022            | Атырау          | А               | 3    | 0    | —     | —     | —     | —     | —   | —   |